# Genesis P-Orridge
Genesis Breyer P-Orridge, født Neil Andrew Megson (født 22. februar 1950, død 14. marts 2020) var en engelsk komponist, musiker, poet, performancekunstner og okkultist. Efter at have opnået berømthed som stifter af kunstnerkollektivet COUM Transmissions og derefter som frontperson i industrial-bandet Throbbing Gristle, var P-Orridge medstifter af den okkulte gruppe Thee Temple ov Psychick Youth og frontperson i det eksperimentelle band Psychic TV. P-Orridge var en stærkt eksperimenterende musiker, som ofte var grænsesøgende og kompromisløs i sin musik. De havde kun foragt tilovers for den etablerede musikindustri, og har ved flere lejligheder udtalt sig negativt om pladsselskaber. P-Orridge definerede sig selv som tredje køn (pronomen "de").
P-Orridge blev diagnosticeret med kronisk myelomonocytær leukæmi i oktober 2017, og døde i New York 14. marts 2020.

## Diskografi
Bemærk: dette er en liste over udgivelser der er direkte krediteret til Genesis P-Orridge
- Interview By TOPYSCAN
- The Industrial Sessions 1977
- What's History (1983)
- "Je T'Aime" (1985)
- Alaura/Slave Priest (1990)
- What's History (1990)
- At Stockholm (1995)
- Vis Spei (1995)
- A Perfect Pain (With Merzbow) (1999)
- Direction Ov Travel (2002)
- Painful 7 Inches (2002)
- Wordship (2003)
- When I Was Young (2004)[5]